# العلیه
العلیه (به عربی: العلیة) یک روستا در سوریه است که در ناحیه سعن واقع شده‌است. العلیه ۵۱۸ نفر جمعیت دارد.